# Panavia
Die Panavia Aircraft GmbH ist ein deutsches Rüstungsunternehmen. Es wurde am 26. März 1969 mit dem Ziel gegründet, bei der Entwicklung und Produktion des unter dem Programmnamen MRCA geführten Mehrzweckkampfflugzeugs Tornado die „Systemführung“ zu übernehmen. Sitz des Unternehmens ist die Gemeinde Hallbergmoos im oberbayerischen Landkreis Freising.

## Firmenstruktur

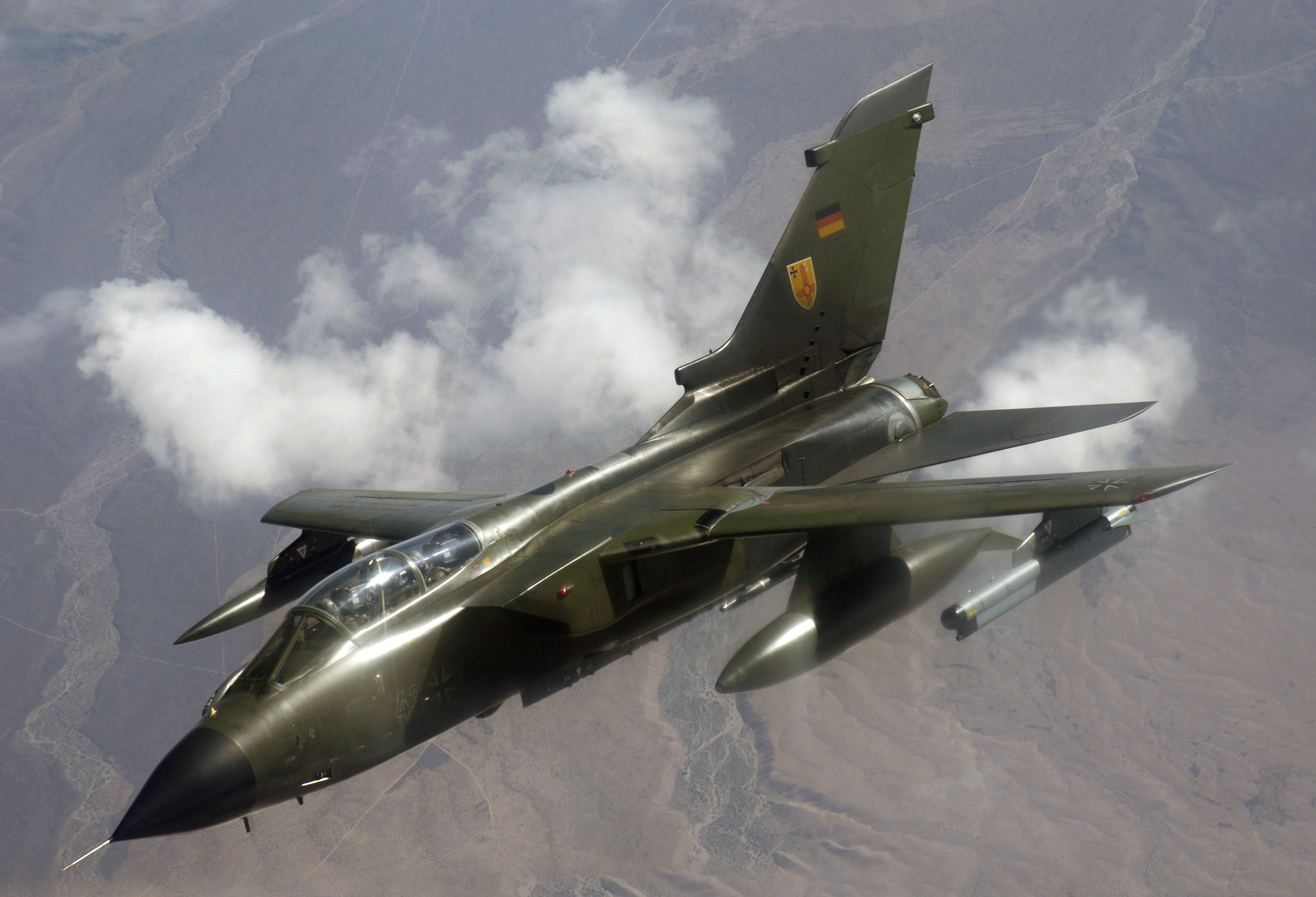
Panavia Tornado

Man unterschied hierbei eine Studien-, Entwicklungs- und Produktionsphase sowie das Marketing. Eine Zusammenarbeitsabsichtserklärung, ein Letter of Intent,  wurde am 17. Juli 1968 von den Luftfahrtfirmen British Aircraft Corporation, Fiat Aviazione, Fokker, Bölkow GmbH und Messerschmitt AG getroffen. Bölkow und Messerschmitt fusionierten am 1. November 1968 zur Messerschmitt-Bölkow GmbH. Sie erhielten vom Bundesverteidigungsministerium die Auflage, einen Teil ihrer Arbeiten an die Vereinigte Flugtechnische Werke (VFW) abzugeben. Fokker trat wenig später von der Beteiligung an diesem Vorhaben zurück. Am 26. März 1969 gründeten die Unternehmen British Aircraft Corporation (heute BAE Systems) (mit 42,5 %), die Messerschmitt-Bölkow GmbH (ab 14. Mai 1969 Messerschmitt-Bölkow-Blohm) (heute Airbus Defence and Space) (mit 42,5 %) und Aeritalia (Fiat) (heute Leonardo S.p.A.) (mit 15 %) die Panavia Aircraft GmbH. Das Kapital betrug bei der Gründung 120.000 DM (inflationsbereinigt rund 236.477 Euro). Im Mai 1970 begann die Entwicklungsphase für ein Mehrzweckkampfflugzeug mit der Bezeichnung MRCA (Multi Role Combat Aircraft).
Panavia setzte sich Stand Juni 2019 aus folgenden Beteiligungen zusammen: Airbus Defence and Space 42,5 %, BAE Systems 42,5 % und Leonardo 15 %.

## Einzelnachweis
1. ↑  Die deutsche Luftfahrt, Ludwig Bölkow und sein Werk - Ottobrunner Innovationen, 2. erweiterte Auflage, 2002, S. 116f.